# Life of Agony
I Life of Agony sono un gruppo musicale alternative metal (ma inserito anche nella scena post-hardcore del periodo) formatosi a Brooklyn, New York nel 1989.

## Storia

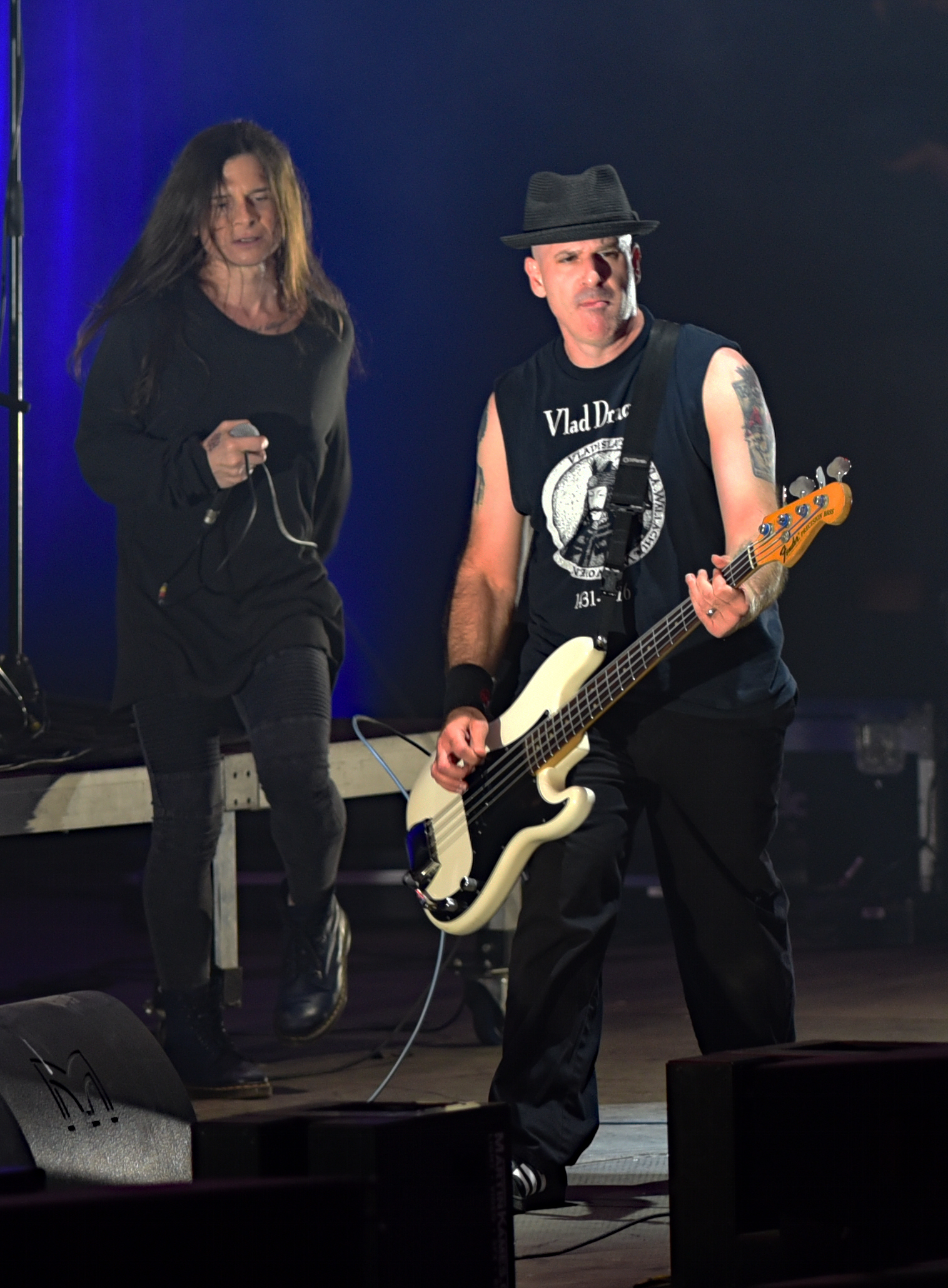
Mina Caputo e Alan Robert

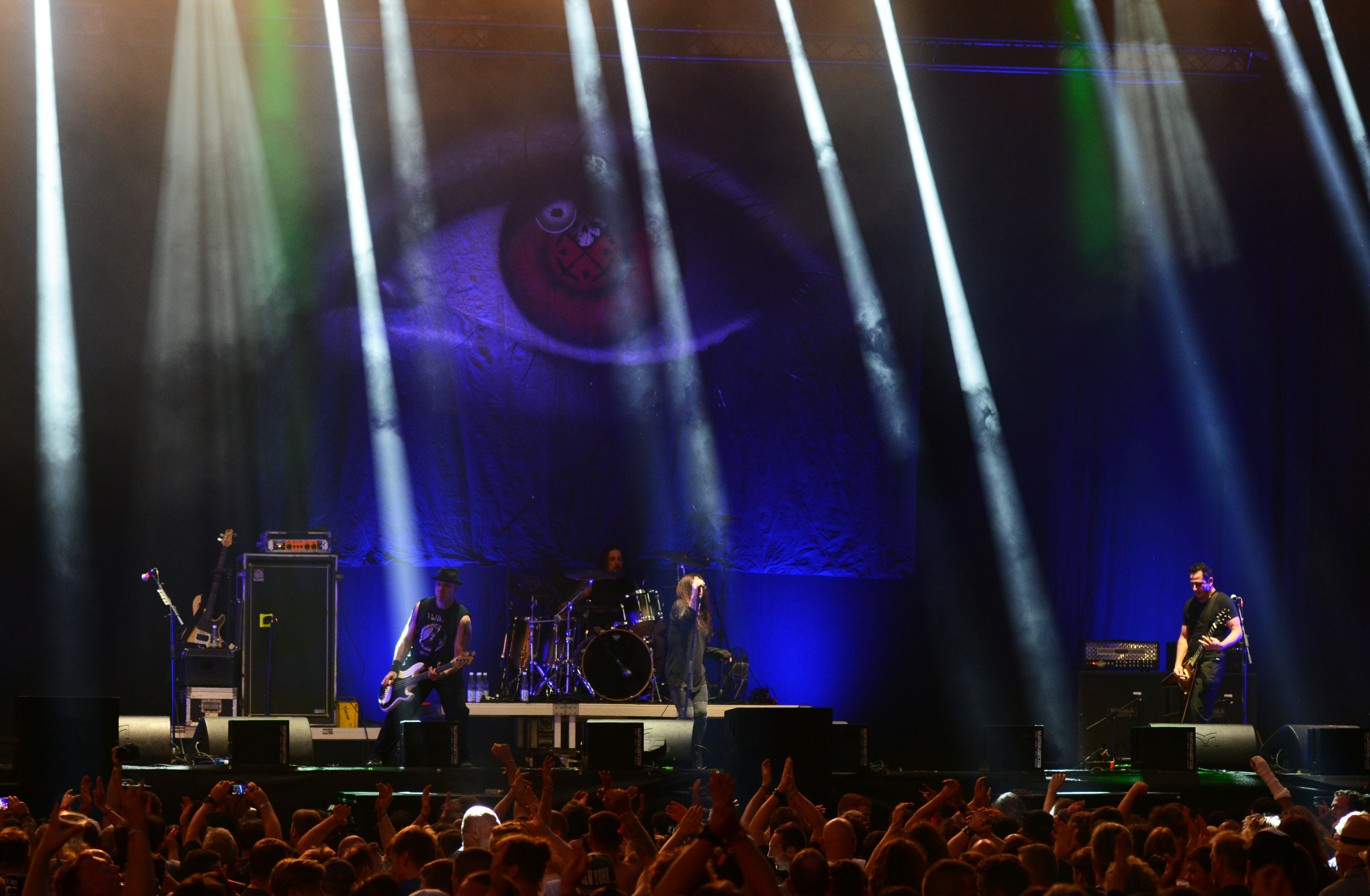
I Life of Agony al Reload Festival 2017

La band venne fondata nell'estate del 1989 dal cantante Keith Caputo, il bassista Alan Robert e il chitarrista Joey Z. Dopo aver suonato con molti batteristi assunsero il batterista dei Type O Negative, Sal Abruscato prima di pubblicare il loro album di debutto, River Runs Red, nel 1993 . Firmarono quindi un contratto con la Roadrunner Records.
River Runs Red fu seguito dall'album Ugly (1995), ma il batterista Abruscato lasciò la band dopo averla assistita nel tour. Il suo successore fu l'ex batterista dei Pro-Pain e dei Crumbsuckers, Dan Richardson.

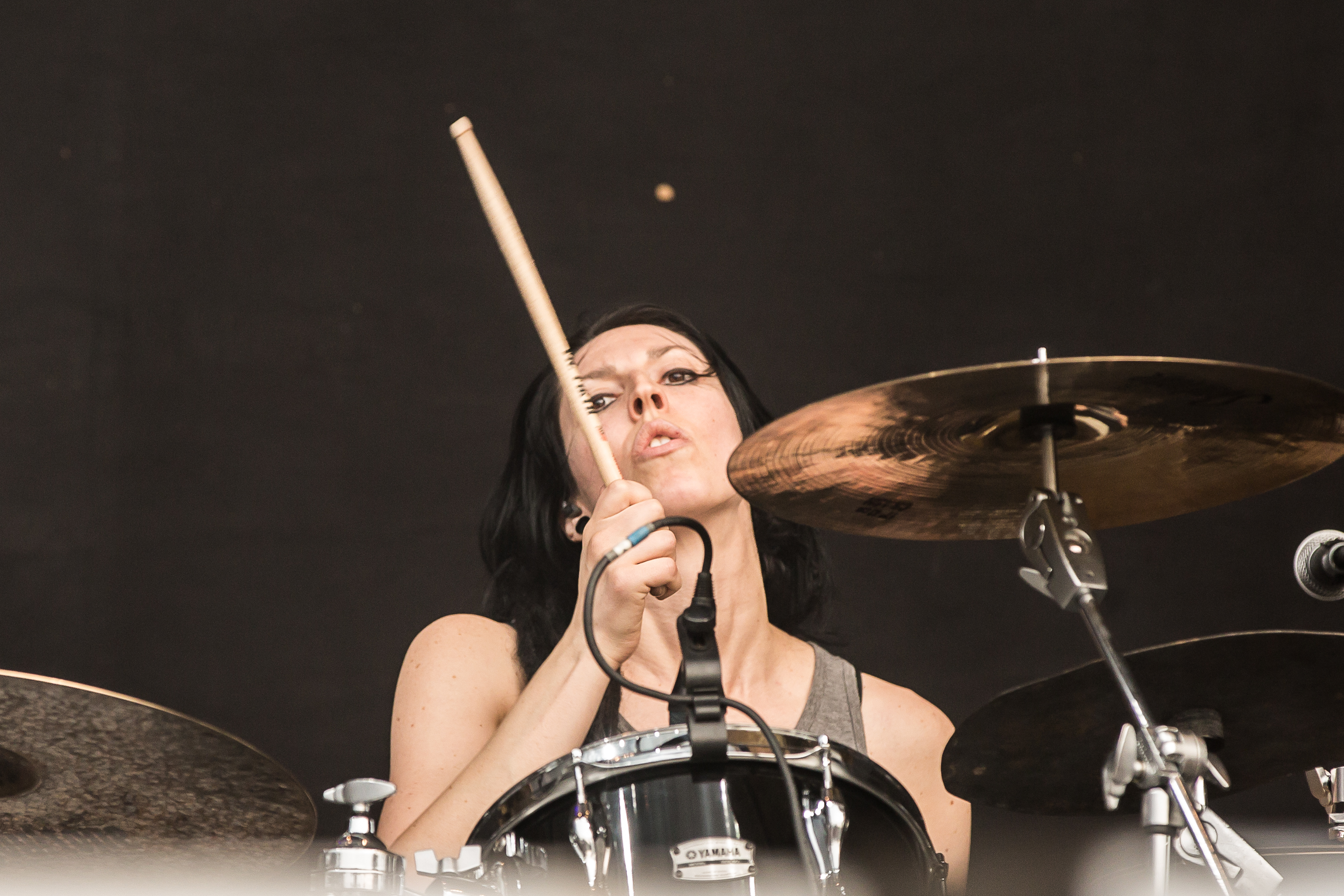
Veronica Bellino

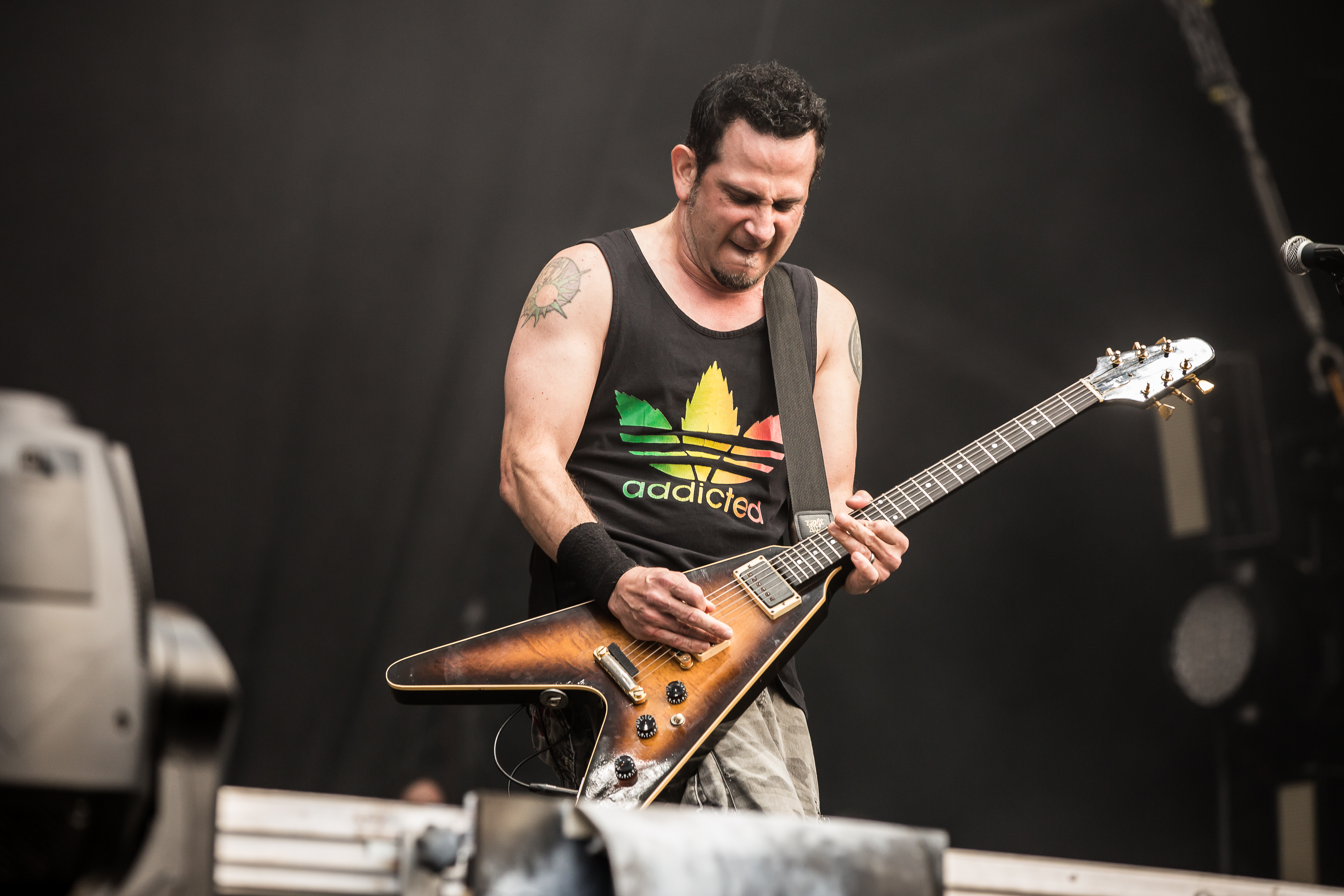
Joey Zampella

Il cantante Caputo lasciò la band nel 1997 dopo l'uscita di Soul Searching Sun. Dichiarò che il suo cuore non era d'accordo con il tipo di musica che i Life Of Agony producevano. La band completò quindi il tour con l'ex cantante dei Ugly Kid Joe, Whitfield Crane ma i Life of Agony dissero che non aveva più senso cantare sotto il nome di Life of Agony senza Caputo. Nel 1999 la band si sciolse. Un live di un concerto nei Paesi Bassi del 1997 venne pubblicato nel 2000.
Il 3 e il 4 gennaio 2003, la formazione originale si riunì per due esibizioni all'Irving Plaza di New York. Entrambi gli show vennero registrati, e pubblicati in un CD/DVD alcuni anni dopo. La riunione apparve anche in molti show e in alcuni festival europei.
I Life Of Agony fecero un tour assieme ai Megadeth, ai Dream Theater, e a numerose altre band durante il Gigantour del 2005 e pubblicarono un nuovo album Broken Valley.
Nel 2011 Keith Caputo ha annunciato un cambio di sesso, adottando il nuovo nome Mina. Nel 2012 la band si scioglie ancora ma si riforma nel 2014, firma un contratto con la Napalm Records e pubblica l'album A Place Where There's No More Pain nel 2017, 12 anni dopo l'ultimo.
Il 19 dicembre 2017 lo storico batterista Sal Abbruscato annuncia la sua uscita dalla band. Al suo posto viene arruolata nel gennaio 2018 la batterista Veronica Bellino.

## Formazione

### Formazione attuale
- Mina Caputo - voce (1989-1997, 2003-presente)
- Joey Zampella - chitarra (1989-1999, 2003-presente)
- Alan Robert - basso (1989-1999, 2003-presente)
- Veronica Bellino - batteria (2018-presente)

### Ex componenti
- Sal Abruscato - batteria (1989-1995, 2003-2017)
- Whitfield Crane - voce (1997-1999)
- Dan Richardson - batteria (1995-1999)

## Discografia

### Album in studio
- 1993 - River Runs Red
- 1995 - Ugly
- 1997 - Soul Searching Sun
- 2005 - Broken Valley
- 2017 - A Place Where There's No More Pain
- 2019 - The Sound Of Scars

### Raccolte
- 1999 - 1989-1999

### Album dal vivo
- 2000 - Unplugged at the Lowlands Festival '97
- 2003 - River Runs Again: Live 2003
- 2010 - 20 Years Strong – River Runs Red: Live In Brussels